# Permeació gasosa
La Permeació gasosa és un mètode de selecció en què es fa passar una mescla gasosa a través de la membrana i el resultat és el gas permeat, o també es pot fer basant-se en la diferència de solubilitat o segons la porositat de la membrana i la diferent velocitat de difusió de les molècules en funció de la seva mida molecular.
Pel tractament de gasos, una nova tecnologia en la que s'inverteix temps pel seu desenvolupament, és l'ús de membranes. Les membranes han estat molt investigades i aplicades en gran varietat de processos industrials, tractament d'aigua, d'aire, entre d'altres. Un gran avenç que porta fent-se fa pocs anys és per a la separació o purificació de gasos o corrents líquides, s'anomenen membranes de permeació gasosa o de pervaporació.
Separació d'hidrogen: Una especial menció mereix el desenvolupament de tecnologies de membrana en els processos de separació d'hidrogen, donat que es veu aquesta energia com a possible alternativa al futur perquè podria reduir l'ús de combustibles fòssils en un 40%, una reducció de la contaminació per part de l'ús d'aquestes fonts, a més de les pujades de preus del petroli. Pot haver molta varietat de membranes, i segons el tipus de procés al qual hagin de fer esment, la tecnologia va dissenyant nous tipus amb diferència de materials. Són un sistema de desenvolupament relativament recent i l'avenç és un procés lent.

## Tipus de membranes per separar l'hidrogen
El tipus de membrana que separen els gasos, són les membranes inorgàniques. Existeixen diversos tipus per la qual separar H₂, O₂ i CO₂. Hi ha una divisió segons les seves característiques estructurals, les quals influeixen de manera significativa en el seu rendiment com a separadors i/o com a reactors: membranes denses i membranes poroses. Al contrari de les poroses, les denses no presenten porus o forats.
La forma dels porus està fortament influenciada pel mètode de preparació i es pot presentar com a porus rectes a través de l'espessor de la membrana o porus interconnectats amb elevada tortuositat. Igualment, els dos tipus de membranes poden dipositar-se sobre substrats porosos, en què la funció és augmentar la resistència mecànica de la membrana permetent reduir el seu espessor. Dins del tipus de membranes que permeten la separació de gasos, i fent referència a l'hidrogen, es detallen: membranes microporoses per a la separació de l'hidrogen, membranes denses metàl·liques per a la separació d'hidrogen i membranes denses basades en conductors mixtos.

### Membranes microporoses per a la separació de l'hidrogen
Dins d'aquesta secció s'engloben: les membranes mesoporoses (25nm > radi de porus > 2nm), i les microporoses (radi de porus < 1nm), on la separació depèn de la mida i la forma del porus, de la interacció de les molècules i la superfície del porus.
Les membranes microporoses són objecte d'estudi principal en la separació de l'hidrogen. Es poden trobar diversos tipus: les basades en zeolita i les de Sílice. Depenen del tipus de membrana les temperatures d'operació varien entre 200 i 700 °C.
Les de zeolita són capes fines, policristal·lines soportades sobre substrats porosos rigits. Les de Sílice o també anomenades de cristall amorf, contenen porus irregulars definits principalment per sis tetraedres SiO₂ connectats per una mida d'aproximadament 3 Å.

### Membranes denses metàl·liques per a la separació d'hidrogen
Molts metalls tenen una alta permeabilitat d'hidrogen, particularment els metalls de transició dels grups IV, V i el Pd. Des del 1986, Phil Graham, va observar la gran quantitat d'H₂ absorbit en Pd, les membranes utilitzades en aquesta investigació han estat investigades exhaustivament. El transport de les membranes a través de Pd pot dividir-se en diferents etapes: (1) difusió de l'hidrogen per la superfície metàl·lica de la membrana en el costat de l'alimentació; (2) adsorció d'hidrogen en la superfície; (3) dissociació de les molècules d'hidrogen i incorporació en el metall; (4) difusió dels protons en l'estructura i dels electrons en la banda electrònica; (5) regeneració de les molècules d'hidrogen en el permeat; (6) desorció de la molècula d'hidrogen; (7) difusió de la molècula d'hidrogen des de la superfície, assumint un suport porós.

### Membranes denses basades en conductors mixtos
Aquest tipus de membranes estan basades en conductors mixtos iònics, que són capaces de transportar simultàniament electrons i ions de la seva estructura. Dins dels materials conductors mixtos podem trobar: (1) conductors iònics d'oxigen: condueixen ions oxigen compensats pel transport en sentit invers dels electrons i, (2) conductors protònics: que són capaces de transportar protons a través de la seva estructura i l'electroneutralitat s'aconsegueix mitjançant la conducció d'electrons, i en alguns casos, d'ions oxigen.
L'avantatge d'aquestes membranes és que la separació no requereix l'aplicació d'un camp o corrent elèctric extern. L'hidrogen permea a través de la membrana quan existeix un gradient químic d'hidrogen, degut a la difusió ambipolar dels protons i electrons, a més, per tant, de la permselectivitat infinita.

## Condicions del materials de les membranes de separació d'hidrogen
- Posseir conductivitat mixta, protònica i electrònica.
- Ser capaç d'incorporar aigua a l'estructura.
- Permetre un transport ràpid dels protons a través de l'estructura.
- Ser estable en atmosferes amb CO₂ i eventualment amb H₂S i SO₂, estable a reaccions redox i amb baixa difusió catiònica.

## Aplicació a reactor de membrana
Dins dels reactors es produeix de manera simultània una reacció química i una separació en el mateix sistema, es fa a través d'un sistema basat en la tecnologia de membranes. És possible que en certes ocasions calgui l'ús d'un catalitzador. Les funcions que desenvolupen es divideixen en diferents categories: 
- Distribució del reactiu: la membrana fa de distribució d'un dels reactants.
- Eliminació preferencial d'una espècie: l'aplicació més comuna es basa en el desplaçament de la reacció química augmentant la conversió de la reacció mitjançant la selectiva permeació d'un dels productes a través de la membrana.
- Acoblament de reaccions mitjançant els dos processos anteriors.

## Algunes aplicacions dins del sector dels hidrocarburs

### Recuperació i purificació d'hidrogen
És el sistema de membranas més utilitzat i convencional fins avui. Les membranes deixen passar selectivament l'hidrogen basant-se en la mida molecular. Les molècules petites permeen més ràpidament que les grans. És ja una tecnologia madura i amb moltes aplicacions degut al seu baix cost, si s'aplica en les seves condicions adequades.
Va ser la primera aplicació de les membranes en els processos de refinat del petroli, per exemple, s'utilitzen per recuperar i purificar l'hidrogen en les unitats d'hidrosulfuració profunda de gasoil i en les d'hidrocraqueig de fraccions petrolíferes pesades, on es disposa del salt de pressió necessari entre el separador d'alta pressió i el gas d'aportació a la unitat.

### Recuperació de gasos liquats i d'hidrogen
En la recuperació de gasos liquats i d'hidrogen la membrana funciona per solubilitat. Grans molècules d'hidrocarburs amb major solubilitat en la membrana permeen més ràpid que altres menys solubles, com per exemple el nitrogen l'hidrogen o el metà. Aquests són gasos lleugers i seran rebutjats per la membrana i surten com a gas residual.
Per a més informació sobre l'obtenció d'hidrogen industrial: Dins del programa d'investigació i desenvolupament, I+D (en anglès: research and development, abreviat R&D) es porta a terme un programa per a l'obtenció d'hidrogen, anomenat Programa de Hidrogeno del DOE (http://www.hydrogen.energy.gov/) on les àrees de I+D prioritàries estan les membranes per a la separació, purificació i transport d'ions en els reactors. Considera aquestes membranes vitals per a l'economia de l'hidrogen, ja que pot fer la selecció de forma atòmica, molecular o iònica.
Una institució que està molt implicada en la investigació i desenvolupament de membranes és l'Institut Europeén des Membranes, una unitat mixta de d'investigació del CNRS (Centre Nacional de Recherche Scientifique, de França), a la que estan unides l'Escole de Chimie de Montpellier. El seu president, Professor Gèrald Pourcelly d'aquesta universitat afirma que “les membranes tenen un paper molt creixent en la posada a punt dels processos i sistemes innovadors. S'estan convertint en un dels eixos forts de la investigació i desenvolupament en els països desenvolupats. La seva menció explícita en els programes de tecnologies avançades en els EUA i en el Japó doni testimoni de la seva posició més i més clara per al desenvolupament de tecnologies d'impacte fort per a l'economia del demà”... “L'ampliació del camp d'aplicació de les membranes i el desenvolupament de noves funcionalitats requereixen la posada a punt de nous materials i de concebre processos innovadors. Les nanociències i les nanotecnologies haurien de contribuir a aconseguir aquests objectius”.